# Borjomi (eau minérale)
Borjomi (géorgien : ბორჯომი) est une marque d'eau minérale naturellement gazeuse issue des sources des gorges de Bordjomi dans le centre de la Géorgie.
La graphie Borjomi à la marque en caractères latins et correspondant à la translittération anglaise adoptée par l'entreprise (nom commercial) ; la graphie Bordjomi correspond à la translittération française des lieux ainsi dénommés.
Les puits artésiens de la vallée sont alimentés par l'eau qui filtre depuis les glaciers couvrant les sommets de Bakouriani, à une altitude atteignant les 2 300 m. L'eau jaillit à la surface spontanément, sans avoir besoin d'être pompée, et est transportée par des conduites d'eau jusqu'à deux usines d'embouteillage de la ville de Bordjomi,.
Les sources de Bordjomi ont été découvertes par l'armée de la Russie impériale dans les années 1820. Elles devinrent célèbres à travers l'Empire russe, faisant de Bordjomi une destination touristique populaire. L'histoire de la marque est associée avec la dynastie impériale russe des Romanov. Dans les années 1890, l'eau de Bordjomi était embouteillée dans les domaines géorgiens du grand-duc Michel Nikolaïevitch de Russie. Après la révolution russe de 1917 et l'invasion soviétique de la Géorgie, la société Bordjomi est nationalisée et l'eau devient une importante exportation soviétique.
Borjomi est le troisième exportateur de Géorgie ; l'eau de Bordjomi est exportée dans plus de 40 pays. Depuis 1995, la marque Borjomi est déposée et produite par la Georgian Glass and Mineral Water Company (GG&MW), qui appartient au consortium russe Groupe Alfa.